# Гулёковское (сельское поселение)
Гулёковское — упразднённое муниципальное образование со статусом сельского поселения в составе Глазовского района Удмуртии. Площадь — 151,6 км².
Административный центр — деревня Гулёково.
Законом Удмуртской Республики от 29.04.2021 № 38-РЗ упразднено в связи с преобразованием муниципального района в муниципальный округ.

## Население
| 2010  | 2012  | 2013  | 2014  | 2015  | 2016  | 2017  |
| ----- | ----- | ----- | ----- | ----- | ----- | ----- |
| 1190  | ↗1231 | ↗1265 | ↗1284 | ↘1237 | ↘1201 | ↘1163 |
| 2018  | 2019  | 2020  |       |       |       |       |
| ↘1133 | ↗1135 | ↘1096 |       |       |       |       |

## Состав
В состав сельского поселения входят 11 населённых пунктов:
- деревня Гулёково
- выселок Алексеевский
- деревня Бабино
- хутор Горлица
- деревня Иваново
- деревня Коротай
- деревня Макшур
- деревня Педоново
- деревня Поздеево
- деревня Тукбулатово
- деревня Удмуртские Ключи